# Cathédrale Sainte-Marie-Majeure de Lisbonne
Pour les articles homonymes, voir Cathédrale Sainte-Marie-Majeure.
La cathédrale Sainte-Marie-Majeure de Lisbonne (en portugais : Igreja de Santa Maria Maior puis aujourd'hui Sé Patriarcal de Lisboa) est la cathédrale de Lisbonne, la plus ancienne église de la ville et le siège du patriarcat de Lisbonne.
Elle fut construite sur ordre du roi Alphonse Ier de Portugal, quelque temps après avoir repris Lisbonne aux Maures. La Sé, au temps d'Alphonse Ier, avait le statut d'Igreja Matriz (église qui a la juridiction sur les autres églises ou des chapelles de la circonscription). Elle fut élevée au rang de cathédrale par Jean Ier en 1393.

## Histoire

### Construction et caractéristiques

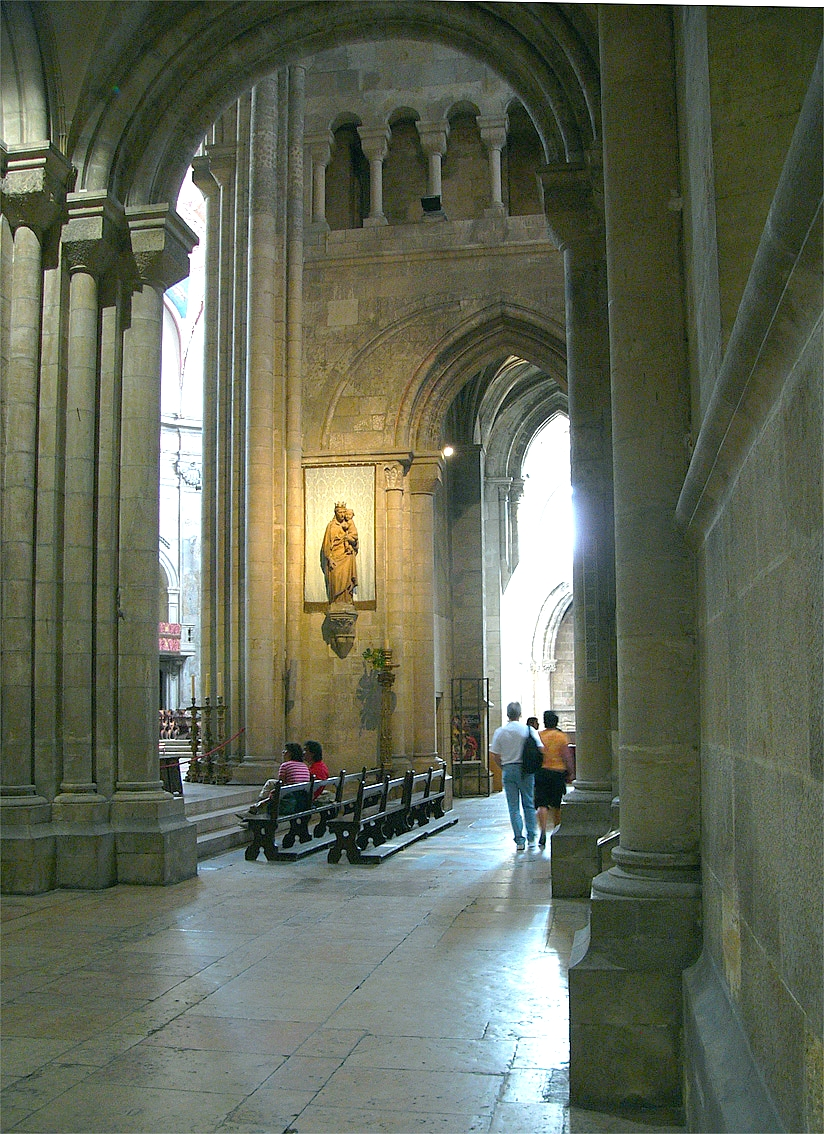
Vue du bas-côté latéral.

C'est en 1147 que la ville est reconquise par une armée composée de soldats portugais menés par le roi Alphonse Ier et de croisés européens participant à la deuxième croisade. Le croisé anglais Gilberto de Hastings fut nommé évêque de Lisbonne, le premier après la conquête de la ville sur les Maures en 1147, et occupa le siège épiscopal jusqu'à sa mort en 1166.
Le roi Alphonse Ier de Portugal, fondateur du Royaume de Portugal, ordonna, peu après la conquête de Lisbonne, l'édification d'une église chrétienne. L'emplacement choisi pour cette nouvelle église est celui d'une ancienne mosquée, la mosquée Aljama. Les vestiges archéologiques laissent penser qu'à l'emplacement de l'ancienne mosquée se trouvait une église wisigothique, et même avant cet édifice, un forum romain.
Depuis le commencement de sa construction en 1147, le bâtiment a subi plusieurs modifications et a survécu à plusieurs tremblements de terre qui l'ont ébranlé entre les XVIe et XVIIIe siècles. Il conserve en particulier ses tours romanes du XIIe siècle et constitue aujourd'hui la plus ancienne église de la ville.

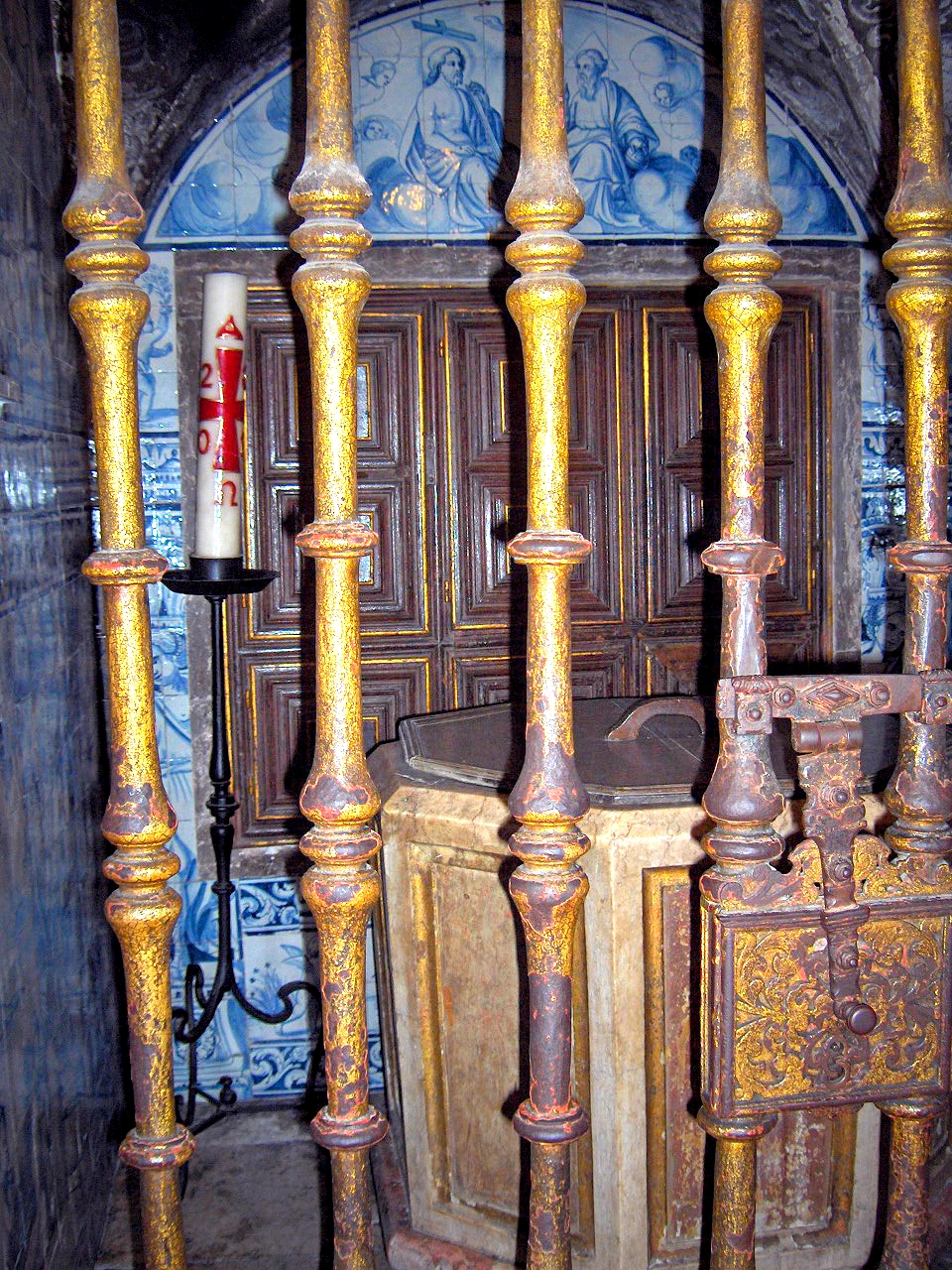
Fonts baptismaux.

À la gauche de l'entrée, se trouve une chapelle, la capela franciscana (chapelle franciscaine) qui abrite les fonts baptismaux ayant servi au baptême, en 1195, d'Antoine de Padoue. Cette chapelle est décorée avec des azulejos qui représentent saint Antoine. Dans la chapelle adjacente se trouve une crèche de Noël baroque faite de liège, de bois et de terre cuite exécutée par le sculpteur Joaquim Machado de Castro. António Vieira fut également baptisé dans cette cathédrale.
Le premier bâtiment fut terminé vers 1150 et s'est développé, durant les premières décennies du XIIIe siècle, dans un style plutôt roman. À la fin du XIIIe siècle, Denis Ier fit construire un cloître gothique, le claustro dionisino. Un riche Lisboète, Bartolomeu Joanes, fit ajouter une chapelle funéraire à son nom, la capela Bartolomeu Joanes. Le successeur du roi Denis Ier, Alphonse IV, fit construire un nouveau dosseret avec un déambulatoire pour le panthéon familial.

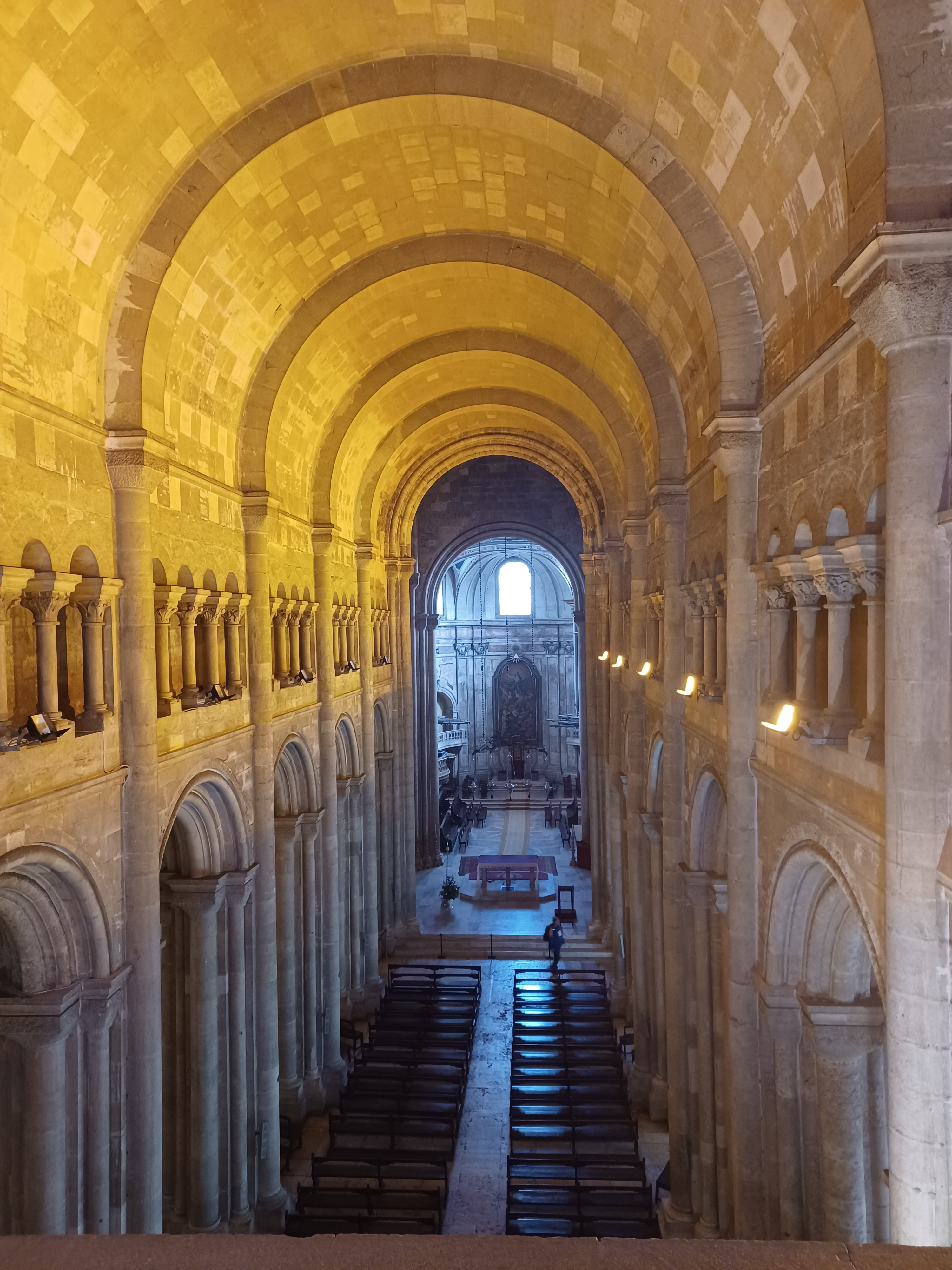
La nef vers le chœur.

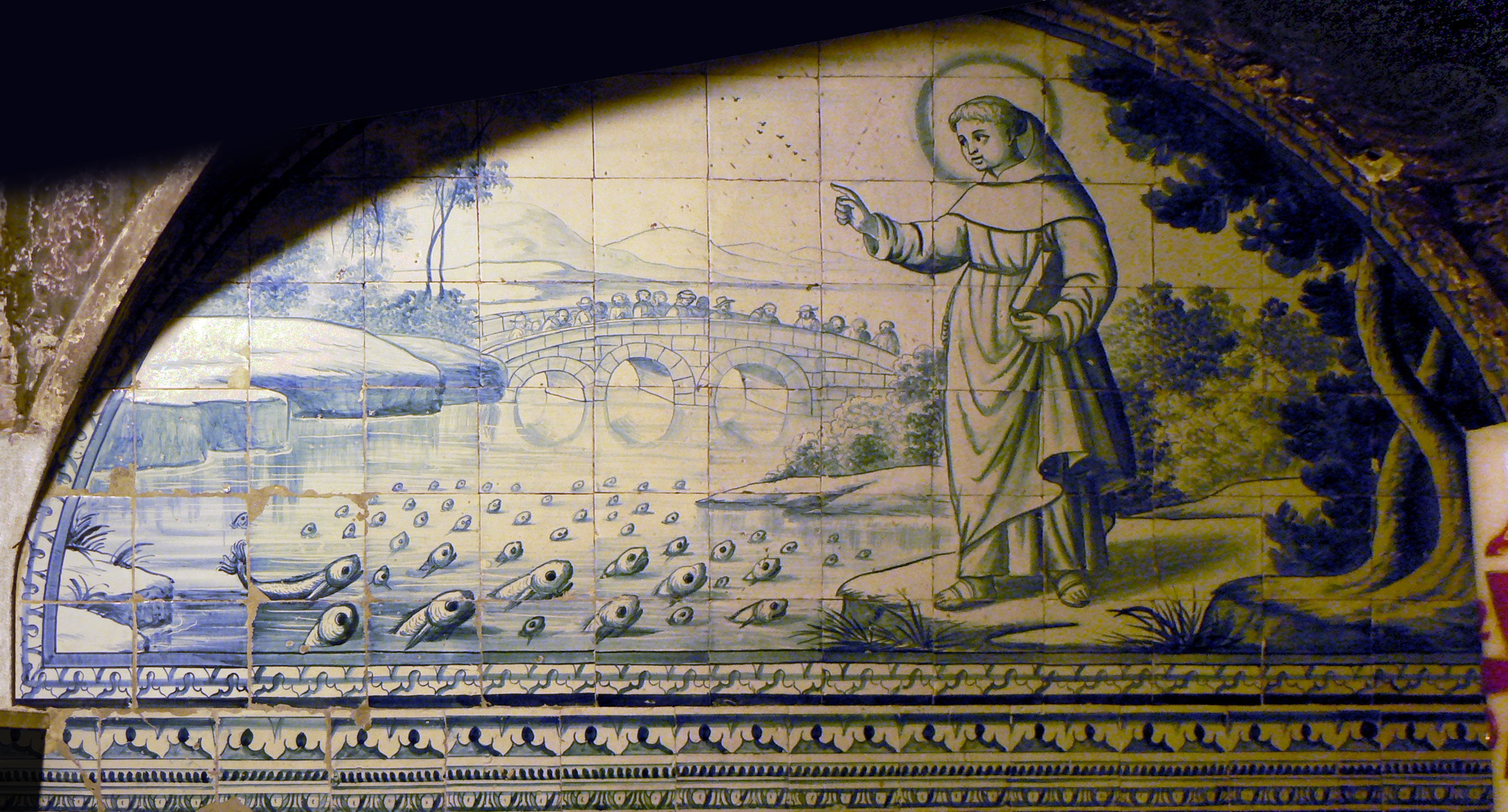
Azulejos représentant saint Antoine de Padoue (de Lisbonne).

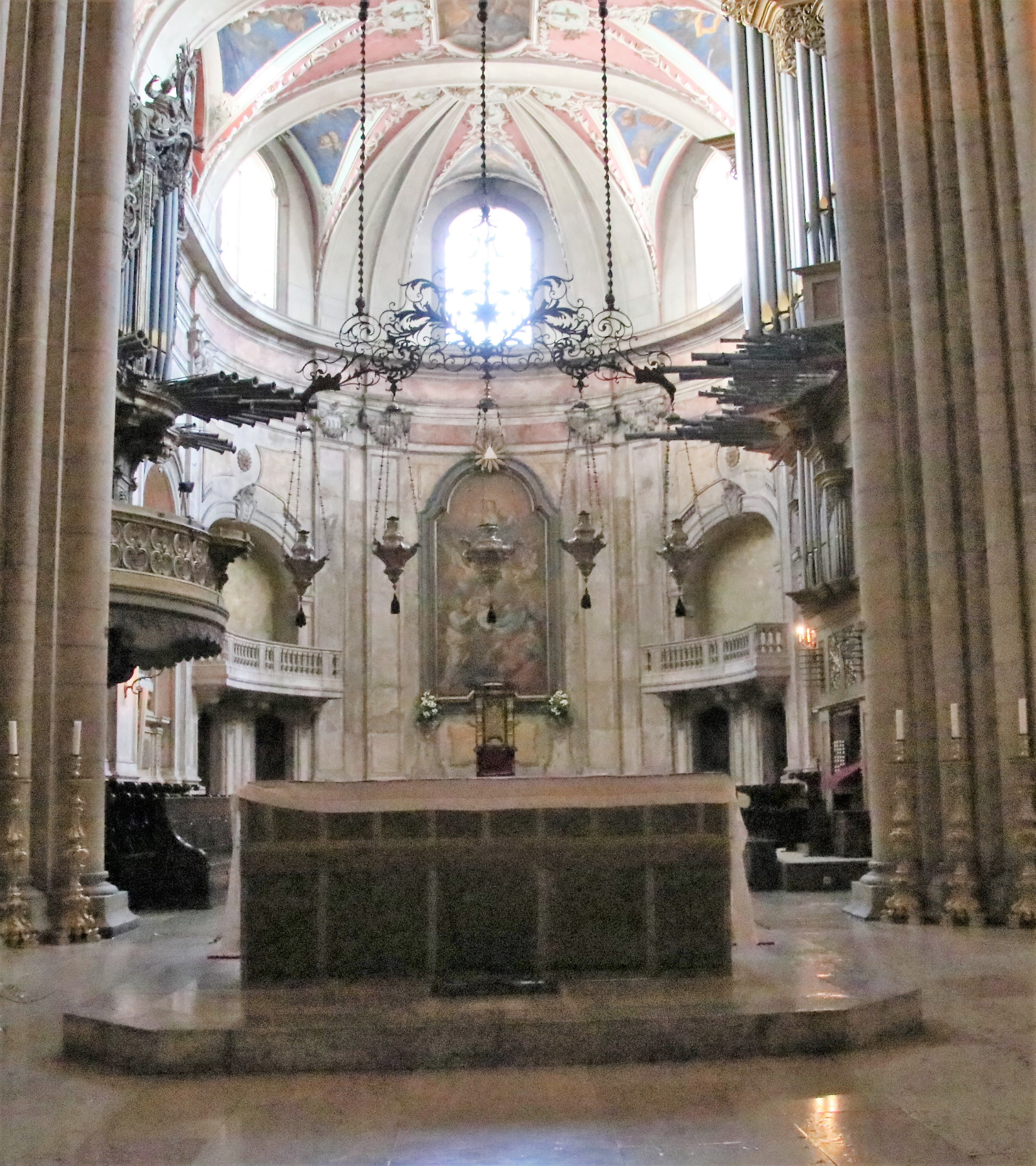
Le maître-autel devant la chapelle principale.

L'église fut élevée au rang de cathédrale par Jean Ier en 1393.
Dans la chapelle de Santo Ildefonso, on peut voir le sarcophage sculpté, datant du XIVe siècle, de Lopo Fernandes Pacheco, compagnon d'armes du roi Alphonse IV, et de son épouse Maria Vilalobos. Lopo Fernandes Pacheco y est représenté tenant une épée et son épouse avec un livre de prières entre les mains, avec des chiens à leurs pieds. Dans la chapelle adjacente se trouvent les tombes du roi Alphonse IV et de la reine Béatrice de Castille.
Pendant l'Époque moderne, l'architecture et la décoration du bâtiment furent enrichies, comme en témoigne la sacristie, mais la grande partie de ces œuvres ont été supprimées pendant les deux campagnes de restauration dans la première moitié du XXe siècle, dont l'objectif était de préserver l'atmosphère médiévale du bâtiment.
Le 15 août 1498, la reine Éléonore de Viseu fonda, avec l'aide du roi Manuel Ier, la première Misericórdia de Lisbonne dans une des chapelles du cloître de la cathédrale, la chapelle de Nossa Senhora da Piedade. La Santa Casa de Misericórdia est un établissement de santé catholique qui s'est développé ultérieurement dans toutes les grandes villes. Les Santas Casas ont joué un rôle très important au Portugal et dans ses colonies.

### Tremblements de terre
La capitale portugaise a toujours souffert des tremblements de terre, un important problème pour le patrimoine lisboète et la cathédrale s'est progressivement dégradée à chaque tremblement de terre. Entre les XIVe et XVIe siècles, la ville en a connu plusieurs, mais le plus catastrophique fut le celui de 1755, qui détruisit la capitale et endommagea sérieusement la Sé, plus particulièrement, la chapelle principale gothique avec le Panthéon royal.
Les cloîtres et la plupart des chapelles furent également détruites par le séisme et les incendies qui ont suivi. La cathédrale fut partiellement reconstruite ; ces dernières années, la cour centrale du cloître a été excavée et on peut désormais y apercevoir des vestiges des périodes romaine, arabe et médiévale.

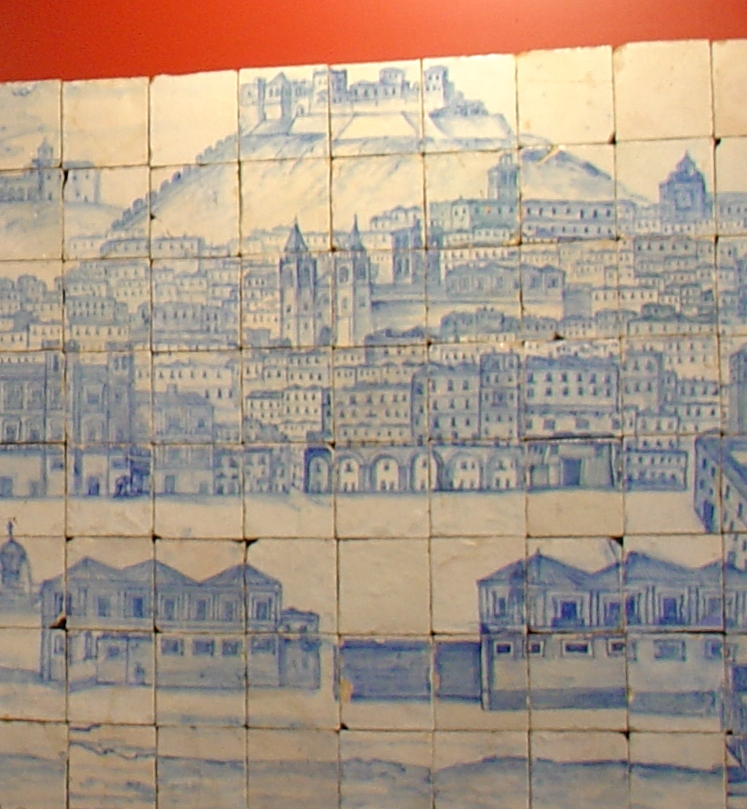
Vue de la cathédrale avant le tremblement de terre de 1755. Détail du panneau du XVIIIe siècle représentant la ville. Museu Nacional do Azulejo
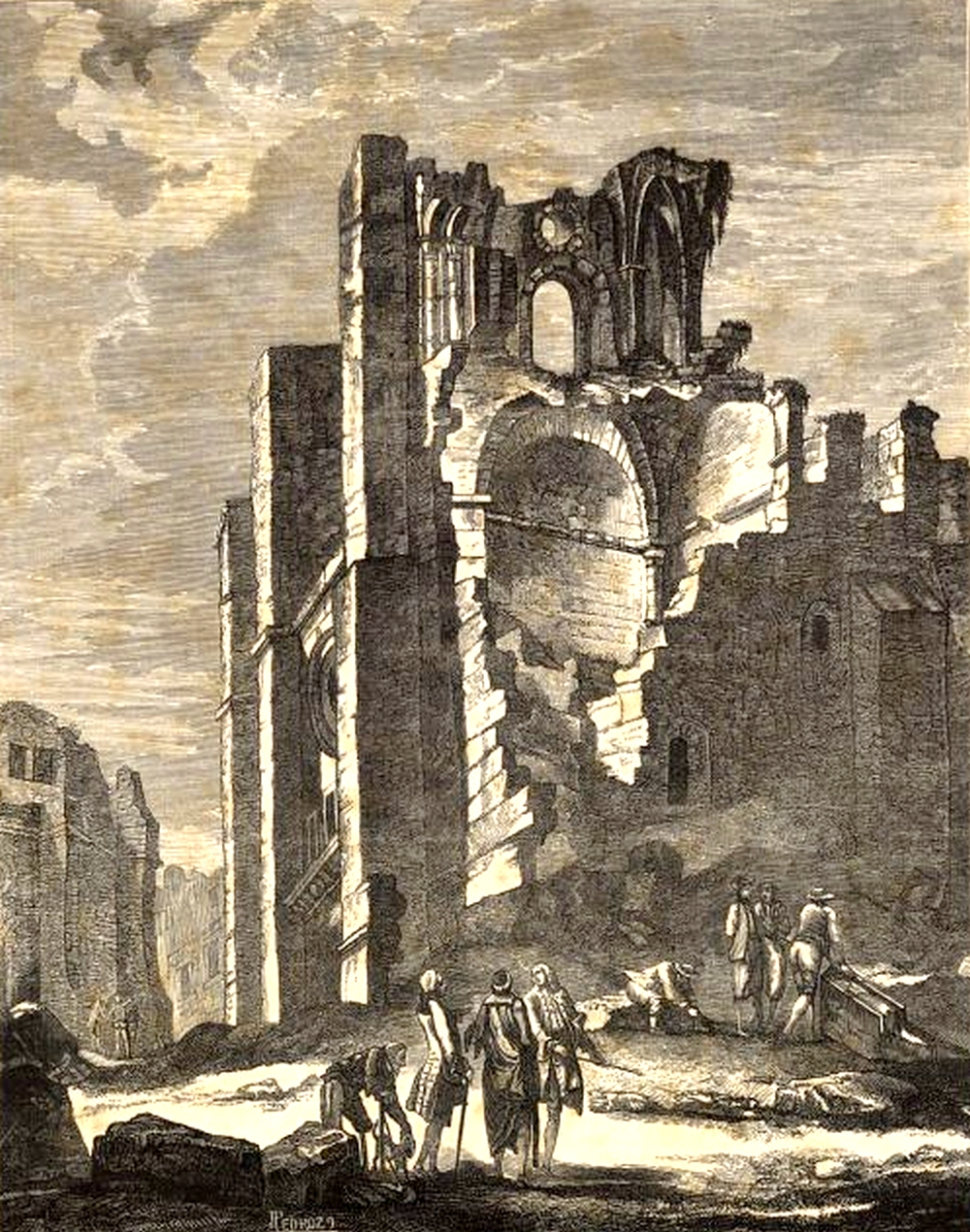
Représentation de la cathédrale après la catastrophe de 1755
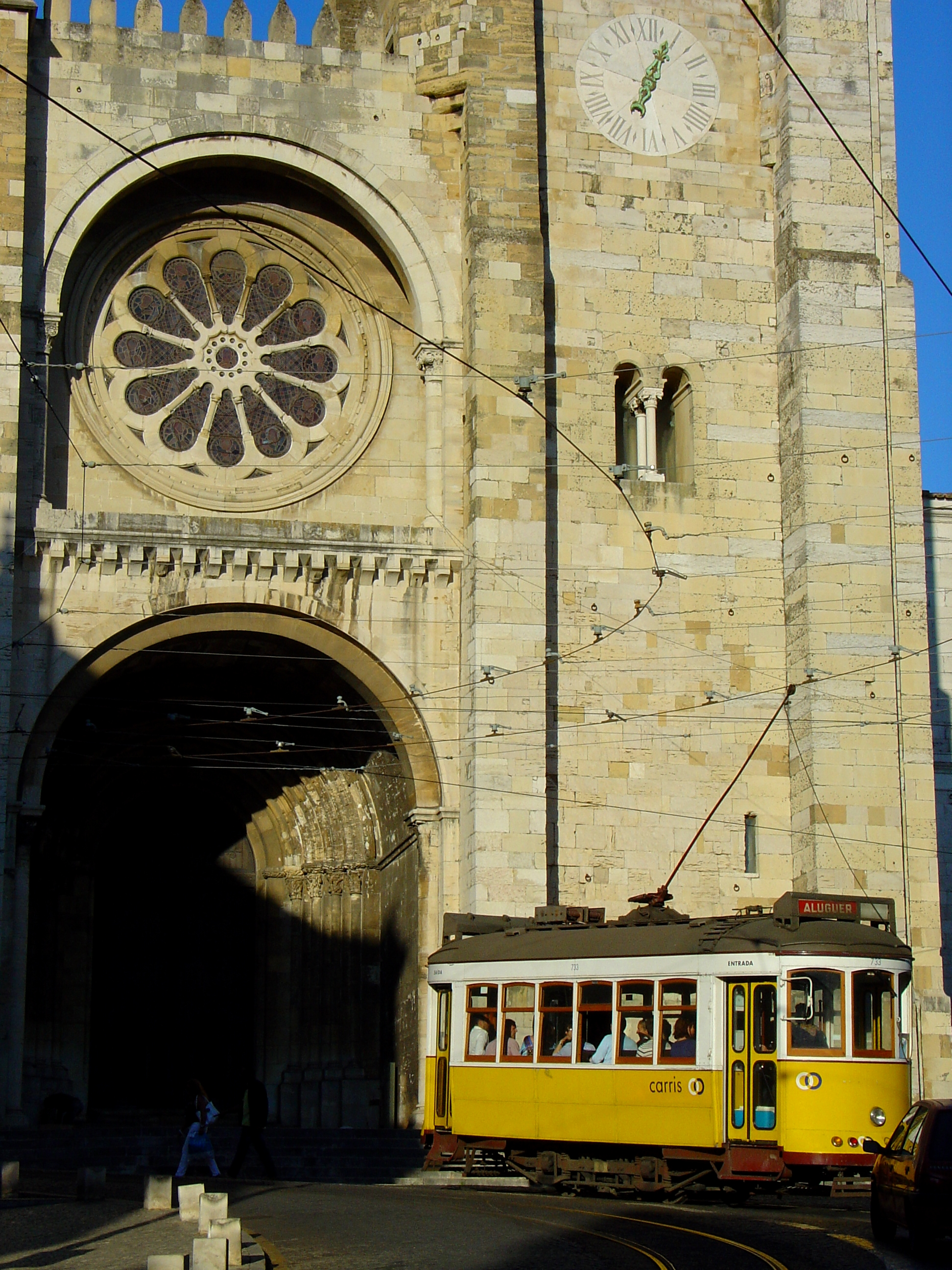
Passage d'un electrico devant la cathédrale

## Architecture

Plan de la Sé actuelle.

Le bâtiment de la cathédrale a été construit en forme de croix latine. Elle possède trois bas-côtés, un transept et une chapelle principale elle-même ceinte d'un déambulatoire. À l'est de l'église se trouve le cloître (claustro dionisino). La façade principale de la cathédrale présente un aspect de forteresse, avec deux tours à l'entrée et des créneaux au-dessus des murs. Le caractère fortifié, partagé avec d'autres cathédrales portugaises de cette époque, se révéla utile pendant la Reconquista, la cathédrale pouvant servir à tout moment de base pour attaquer l'ennemi pendant un combat.
Art roman
De 1147 jusqu'au XIIIe siècle, la cathédrale préserve sa façade ouest avec sa rosace, son portail principal et sa nef. Les portails sont sculptés avec des motifs de type roman. La Sé de Lisbonne est très semblable à la vieille cathédrale de Coimbra, construite quinze ans après celle de Lisbonne.
La nef est couverte par une voûte en berceau et par une galerie triforium. Une des chapelles du déambulatoire possède une porte en fer du style roman. La lumière du jour accède dans la cathédrale à travers la rosace de la façade principale, par les déambulatoires ouest et les fenêtres étroites des bas-côtés latéraux de la nef.
Art gothique

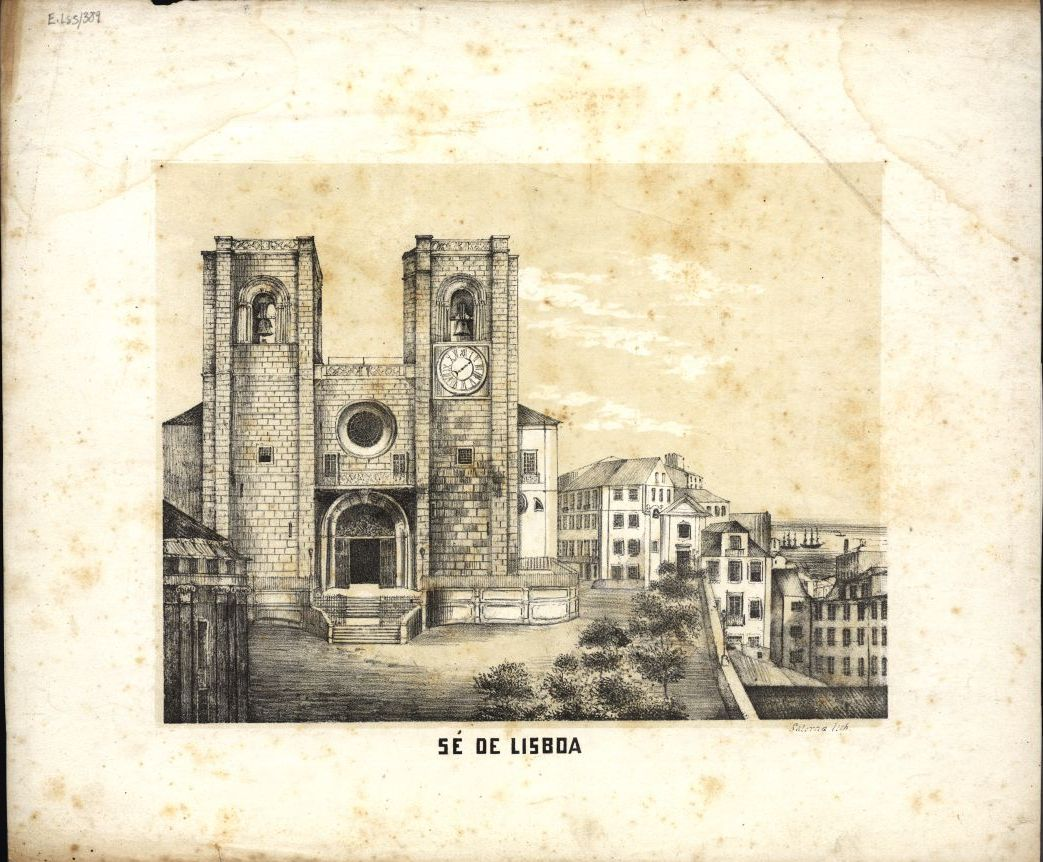
La Sé de style néoclassique.

Le roi Denis Ier ordonna la construction d'un cloître, qui fut réalisé dans le style gothique à la fin du XIIIe siècle, et fut sévèrement endommagé par le tremblement de terre de 1755.
Le roi Alphonse IV fit remplacer l'abside romane par une chapelle gothique ceinte d'un déambulatoire. Ce roi et sa famille furent enterrés dans cette chapelle, mais leurs tombeaux ainsi que la chapelle furent détruits dans le tremblement de terre de 1755.
Le déambulatoire a survécu à la catastrophe et constitue un témoin important dans l'histoire de l'art gothique portugais. Ce déambulatoire est composé d'un bas-côté circulaire et d'un deuxième étage couvert par une croisée d'ogives et doté d'une claire-voie) permettant d'éclairer une grande partie de l'intérieur de la cathédrale.
Temps modernes
Au XVIIe siècle fut construite une petite sacristie de style baroque. Après la catastrophe de 1755, la chapelle principale fut reconstruite dans les styles néoclassique et rococo, y compris les tombeaux royaux. Au début du XXe siècle, une grande partie de la décoration néoclassique extérieure et intérieure de la cathédrale fut enlevée pour redonner à la cathédrale un aspect plus médiéval.

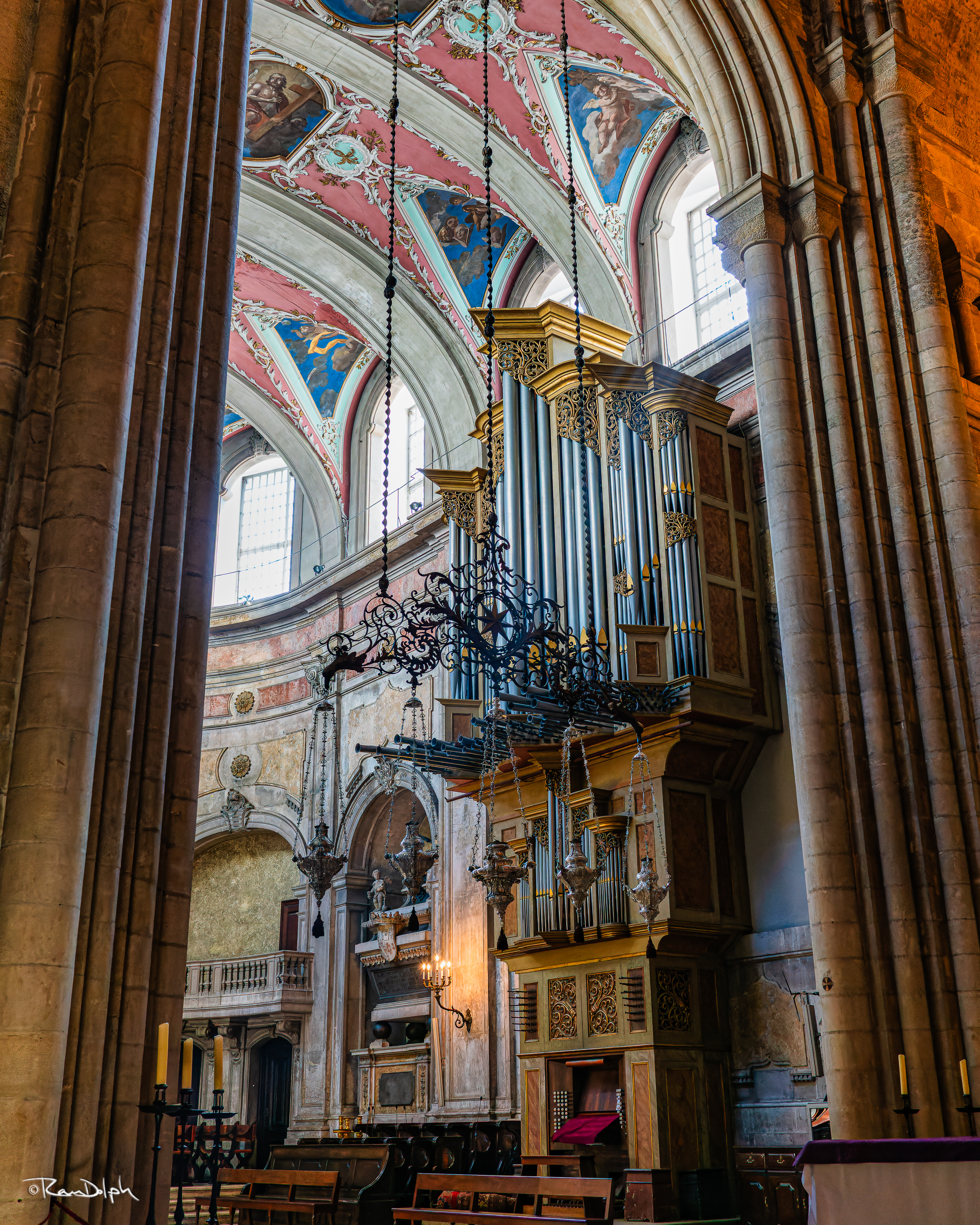
L'orgue Epistola de la chapelle principale.

## L'orgue
La cathédrale de Lisbonne a abrité trois orgues d'époques différentes. L'instrument le plus ancien et le premier installé se trouve du côté de l'Évangile et a été construit par Joaquim António Peres Fontanes entre 1785 et 1786, avec un orgue similaire du côté de l'Épître, qui a été transféré au Panthéon national (église de Santa Engrácia) dans les années 1960 pour permettre l'installation d'un nouvel orgue Flentrop. L'orgue Peres Fontanes dispose d'un clavier et d'un pédalier et n'est plus opérationnel à l'heure actuelle.
L'orgue Epistola actuellement en fonction a été construit par Dirk Andries Flentrop en 1964 et restauré en 2012, également par le même atelier d'orgue. L'orgue compte 51 registres, quatre claviers et un pédalier.

## Reliques de saint Vincent
Au niveau de l'antéglise est abritée une importante collection d'objets en argent, de tenues ecclésiastiques, de statues, de manuscrits et de reliques associées à saint Vincent de Saragosse.
La pièce la plus précieuse est le coffre qui contient les restes de saint Vincent, amenés à Lisbonne en 1173. Une légende dit que deux corbeaux sacrés ont surveillé les reliques pendant tout le transport par bateau. En hommage, un bateau et deux corbeaux illustrent les armes de la municipalité de Lisbonne : saint Vincent est le patron de la capitale portugaise.

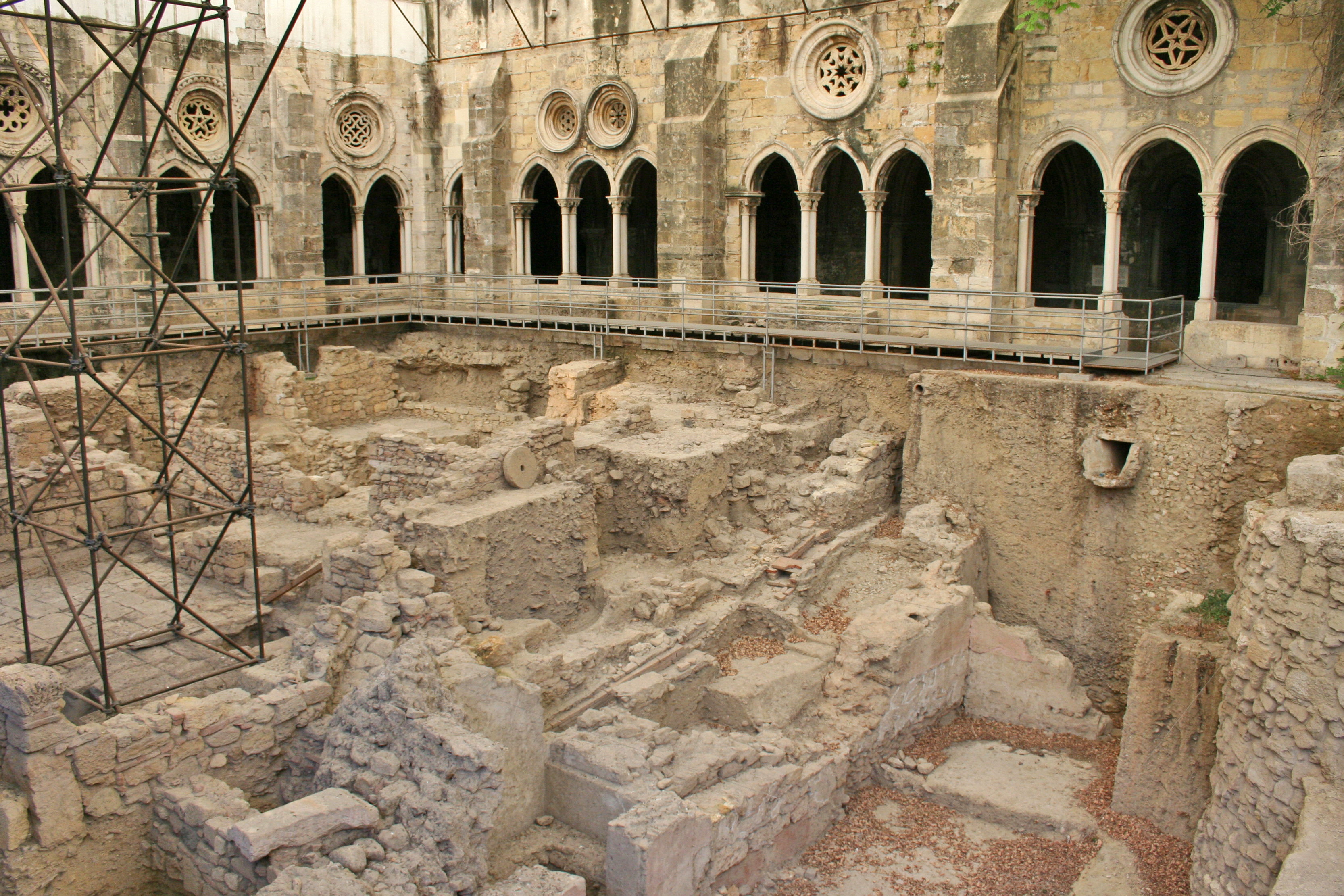
Fouilles archéologiques dans le cloître.

## Recherches archéologiques
Des recherches archéologiques sont régulièrement menées dans le cloître de la cathédrale et elles ont permis de mettre au jour des traces des époques romaine, maure, wisigothique et phénicienne. On a ainsi pu constater qu'une pierre de l'ancien théâtre romain a été utilisée dans les fondations de la cathédrale de Lisbonne.